# Boerboel

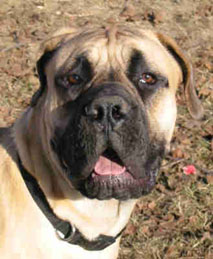
Boerboel

Boerboel är en hundras av molossertyp från Sydafrika.

## Historia
Boerboelns tidiga historia är inte helt klarlagd. Den vanligast förekommande teorin är att nederländska (boer), franska och brittiska bosättares hundar av molossertyp, främst den nu utdöda bullenbijter, med tiden korsades med inhemska afrikanska pariahundar. Namnet tros vara bildat efter boer och afrikaans för bulldogg. En annan teori är att det är en förvanskning av boar hound, då jaktmastiffer i Europa använts till vildsvinsjakt.
Den sydafrikanska rasklubben bildades 1983. De byggde upp rasen genom att inventera rastypiska exemplar på landsbygden. Boerboel är inte erkänd som hundras av Fédération Cynologique Internationale (FCI), däremot av den nationella kennelklubben i hemlandet, Kennel Union of Southern Africa (KUSA), som är medlem i FCI. I Sverige finns två rasklubbar för boerboel, Svenska Boerboelklubben och Svenska Boerboelsällskapet.

## Egenskaper
Under rasens moderna historia har aveln varit inriktad på att få fram en effektiv vakthund.

## Utseende
Det är en hundras vars svans ofta kuperas där sådant är tillåtet. Den är mycket kraftigt byggd och möjligen den hundras med mest muskelmassa per kg kroppsvikt. Den är relativt bredbent med låg gravitationspunkt med ett stort kraftigt huvud. Färgen kan antingen vara fawn (rådjursröd) i olika nyanser från gul till brun, och då med svart mask och svarta tassar, eller brindle (tigrerad).